# Kim Young-kwang
Kim Young-kwang, né le 28 juin 1983, est un footballeur sud-coréen. Il joue au poste de gardien de but avec l'équipe de Corée du Sud et le Ulsan Hyundai Horang-i.

## Carrière

### En club
- 2002-2006 : Chunnam Dragons -  Corée du Sud
- 2007- : Ulsan Hyundai Horang-i -  Corée du Sud

### En équipe nationale
Kim Young-kwang fit partie de l'équipe de Corée du Sud des moins de vingt ans, puis des moins de 23 ans. Il fut capitaine de l'équipe pendant le championnat du monde des moins de vingt ans en 2003 et participa à la compétition de football des Jeux olympiques d'été de 2004.
Il participe à la coupe du monde 2006 avec l'équipe de Corée du Sud. Il est le troisième choix du sélectionneur au poste de gardien de but.

## Palmarès
- Quatorze sélections en équipe nationale depuis 2004